# 1005 Arago
1005 Arago este un asteroid din centura principală, descoperit pe 5 septembrie 1923, de Serghei Beliavski.